# Blandingsentropi
Blandingsentropi er entropiændringen, der kommer af at blande forskellige stoffer.

## Blanding af idealgasser
Som en simpel model for blanding kan en termisk isoleret beholder betragtes. Den indeholder to skelnelige idealgasser A og B, der er hver deres kammer adskilt af en væg. Beholderen har volumenet {\displaystyle V_{0}}, hvoraf gassen A optager en brøkdel {\displaystyle x} af pladsen, mens gas B optager den resterende {\displaystyle 1-x} del:
{\displaystyle {\begin{aligned}V_{\text{A}}&=xV_{0}\\V_{\text{B}}&=(1-x)V_{0}\end{aligned}}}
Tryk {\displaystyle p} og temperatur {\displaystyle T} er ens for begge gasser, så densiteten af partikler er den samme i begge kamre. Dvs. at det for stofmængderne {\displaystyle n} gælder:
{\displaystyle {\begin{aligned}n_{\text{A}}&=xn_{0}\\n_{\text{B}}&=(1-x)n_{0}\end{aligned}}}
hvor {\displaystyle n_{0}} er den samlede stofmængde.
Når væggen fjernes, blander gasserne sig ved at ekspandere til at fylde hele volumenet. Hver gas foretager altså en Joule-ekspansion, og entropiændringen for hver gas er altså:
{\displaystyle {\begin{aligned}\Delta S_{\text{A}}&=n_{\text{A}}R\ln {\frac {V_{0}}{xV_{0}}}=-xn_{0}R\ln x\\\Delta S_{\text{B}}&=n_{\text{B}}R\ln {\frac {V_{0}}{(1-x)V_{0}}}=-(1-x)n_{0}R\ln(1-x)\end{aligned}}}
hvor {\displaystyle x} altså også er molfraktionen af gas A. Den samlede entropiændring er summen
{\displaystyle \Delta S=\Delta S_{\text{A}}+\Delta S_{\text{B}}}
Så:
{\displaystyle \Delta S=-n_{0}R\left(x\ln x+(1-x)\ln(1-x)\right)}
Det ses, at entropiændringen er størst, når der lige meget af hver gas ({\displaystyle x={\tfrac {1}{2}}}),
{\displaystyle {\frac {\Delta S\left({\tfrac {1}{2}}\right)}{n_{0}R}}=-\left({\frac {1}{2}}\ln \left({\frac {1}{2}}\right)+\left(1-{\frac {1}{2}}\right)\ln \left(1-{\frac {1}{2}}\right)\right)=\ln 2}
mens entropiændringen er 0, hvis der kun er én type gas ({\displaystyle x=0} eller {\displaystyle x=1}):
{\displaystyle {\frac {\Delta S\left(0\right)}{n_{0}R}}=-\left(0\ln \left(0\right)+1\ln \left(1\right)\right)=0}
Se figuren.